# Noctourniquet
| Оценки критиков   | Оценки критиков |
| Источник          | Оценка          |
| ----------------- | --------------- |
| Allmusic          | [ 1 ]           |
| Alternative Press | [ 2 ]           |
| The Guardian      | [ 3 ]           |
| musicOMH          | [ 4 ]           |
| NME               | [ 5 ]           |
| The Observer      | [ 6 ]           |
| Paste Magazine    | (6.8/10)        |
| PopMatters        | [ 8 ]           |
| Q                 | [ 9 ]           |
| Rolling Stone     | [ 10 ]          |

Noctourniquet — шестой студийный альбом американской группы The Mars Volta, издан в 2012 году. Диск, как и предыдущие работы группы, является концептуальным, в нём отслеживается линия жизни некой творческой личности. Её образы навеяны детскими стихами и считалками, а также греческим мифом о Гиацинте. Альбом был записан в начале 2010 года и подвергался редактированию вплоть до 2012 года. Выпуском пластинки на CD занимался Warner Bros., ограниченные записи на грампластинках распространялись лидером коллектива Омаром Альфредо Родригес-Лопесом.

## Об альбоме
Большая часть студийного материалы была записана сразу же после микширования Octahedron, шестой работы коллектива. Однако из-за продолжительного конфликта между первооснователями группы запись долгое время не публиковалась. К началу 2011 года музыканты приняли решение о выпуске пластинки. Разрешению конфликта и установлению консенсуса способствовал Джон Фрушанте, несмотря на отсутствие его вклада в запись. Данные противоречия также отразились на музыкальной составляющей альбома. Родригес-Лопесу пришлось несколько раз заменять семплы, редактировать гитарную составляющую композиций, заменять звуки на электронные и использовать элементы нойза. Некоторые композиции, а именно «The Whip Hand», «Aegis», «Dyslexicon», «Lapochka», «Molochwalker», «Trinkets Pale of Moon», «Noctourniquet» и «The Malkin Jewel» с конца 2011 года исполнялись на концертах. Последняя была выпущена в качестве ведущего сингла 13 февраля 2012 года. 13 марта 2012 через официальный сайт группы и Twitter было объявлено что работа, возможно, будет последней и выйдет 26 марта. Noctourniquet дебютировал в Billboard 200 под номером пятнадцать с двадцать одной тысячью проданных копий за первую неделю.

## Список композиций
| №                   | Название                               | Длительность |
| ------------------- | -------------------------------------- | ------------ |
| 1.                  | «The Whip Hand»                        | 4:49         |
| 2.                  | «Aegis»                                | 5:11         |
| 3.                  | «Dyslexicon»                           | 4:22         |
| 4.                  | «Empty Vessels Make the Loudest Sound» | 6:43         |
| 5.                  | «The Malkin Jewel»                     | 4:44         |
| 6.                  | «Lapochka»                             | 4:16         |
| 7.                  | «In Absentia»                          | 7:26         |
| 8.                  | «Imago»                                | 3:58         |
| 9.                  | «Molochwalker»                         | 3:33         |
| 10.                 | «Trinkets Pale of Moon»                | 4:25         |
| 11.                 | «Vedamalady»                           | 3:54         |
| 12.                 | «Noctourniquet»                        | 5:39         |
| 13.                 | «Zed and Two Naughts»                  | 5:36         |
| Общая длительность: | Общая длительность:                    | 64:31        |

| №   | Название                  | Длительность |
| --- | ------------------------- | ------------ |
| 14. | «The Malkin Jewel» (live) | 5:08         |

## Позиции в чартах
| Чарт                         | Место |
| ---------------------------- | ----- |
| Billboard 200                | 15    |
| Billboard Alternative Albums | 6     |
| Billboard Rock Albums        | 7     |
| Billboard Tastemaker Albums  | 3     |
| Canadian Albums Chart        | 44    |
| UK Albums Chart              | 51    |
| Norwegian Albums Chart       | 34    |
| Austrian Albums Chart        | 66    |
| Swiss Albums Chart           | 47    |
| Dutch Albums Chart           | 61    |
| Belgian Albums Chart         | 90    |
| Finnish Albums Chart         | 23    |
| Spanish Albums Chart         | 83    |
| Australian Albums Chart      | 18    |
| New Zealand Albums Chart     | 25    |